# Gregor von Sanok

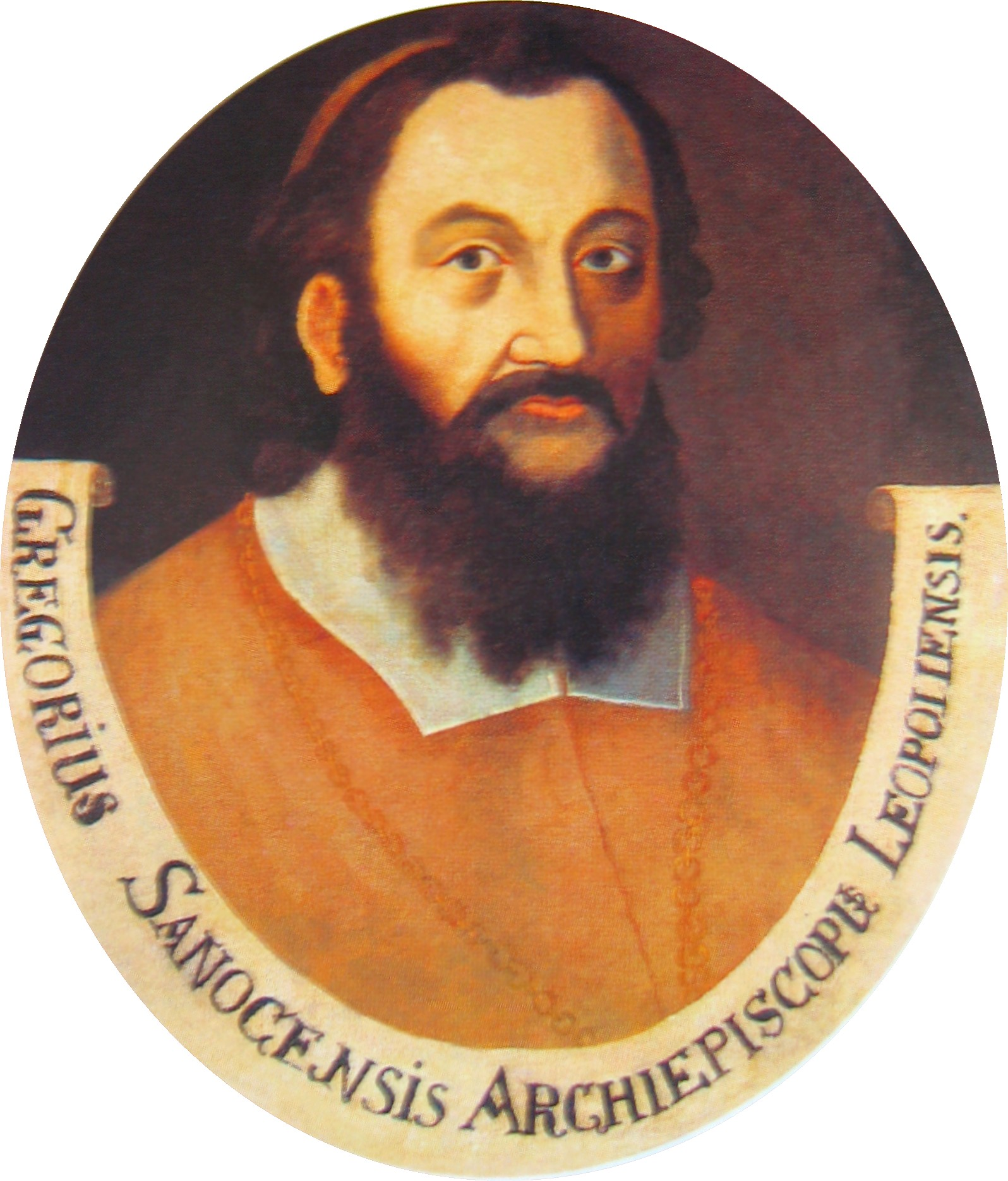
Gregorius Sanocenis Archiepiscopus Leopoliensis

Gregor von Sanok (poln. Grzegorz z Sanoka, * 1403 in Sanok; † 29. Januar 1477 in Lemberg) war Professor an der Krakauer Akademie (seit 1813 Jagiellonen-Universität) in Krakau, Erzbischof von Lemberg, erster Vertreter des Humanismus in Polen und Kritiker der Scholastik.

## Leben
Mit zwölf Jahren verließ von Sanok seine Heimatstadt Sanok in Richtung Krakau, wo damals Deutsch als Sprache des städtischen und akademischen Patriziats so wichtig war, dass er aufgrund fehlender Deutschkenntnisse sich aufmachte, die Elbe zu überqueren und in Deutschland die Sprache zu erlernen. Seine zehnjährige Studienreise führte ihn vermutlich bis nach Italien. 1428 kehrte er zurück und schrieb sich an der Krakauer Akademie ein. 1433 wurde er Professor für römische Poesie. Später war er zuerst Erzieher des Sohns der Familie Tarnowski und dann von Władysław III. (Polen und Ungarn) (1424–1444), der schon als Zehnjähriger gekrönt wurde. Im Anschluss an seinen Aufenthalt in Italien wurde er Pfarrer und hielt dabei enge Kontakte zu wissenschaftlichen Kreisen in Krakau.
1440 bis 1450 hielt er sich in Ungarn auf, wo er zeitweilig Erzieher der Söhne von Johann Hunyadi war und sich am Hof des Bischofs Vitéz aufhielt. Nach seiner Rückkehr nach Polen wurde er Erzbischof in Lemberg (Archiepiscopus Leopoliensis), wo er den ersten humanistischen Hof (?) Polens gründete. Filippo Buonaccorsi widmete ihm 1476, noch zu Lebzeiten, eine Biographie.